# Стрельникова, Нина Ивановна (ботаник)
Ни́на Ива́новна Стре́льникова (28 мая 1933, Ленинград — 07 декабря 2020 Санкт-Петербург) — советский и российский ботаник, специалист по диатомовым водорослям. Доктор биологических наук, профессор СПбГУ.

## Биография
Нина Ивановна родилась 28 мая 1933 года. Отец — Иван Дмитриевич Стрельников (1997—1981) — биолог, зоолог, основатель экспериментальной экологии, создатель крупнейшей эколого-физиологической школы в СССР, мать — Александра Павловна — ботаник. Биография Нины Ивановны от студенчества и до последних лет жизни связана с биолого-почвенным — биологическим факультетом Ленинградского — Санкт-Петербургского университета.

## Научная деятельность
Нина Ивановна Стрельникова — специалист по диатомовым водорослям: ископаемым и современным (систематика, эволюция, экология, биостратиграфия), член международного диатомового общества (International Society for Diatom Research). Ею описано 11 родов и 63 вида диатомовых водорослей
К 80-летию Нины Ивановны был подготовлен специальный выпуск приложения к журналу Nova Hedwigia — Diatom research over time and space. Morphology, taxonomy, ecology and distribution of diatoms — from fossil to recent, marine to freshwater, established species and genera to new ones. Celebrating the work and impact of Nina Strelnikova on the occasion of her 80th birthday / J.P. Kociolek, M.S. Kulikovskiy, J. Witkowski, D.M. Harwood (eds.). // Nova Hedwigia. — 2014. — Beih. 143. — 518 p.

## Таксоны, названные в честь Н. И. Стрельниковой
- Род Ninastrelnikovia Lange-Bertalot & Fuhrmann 2014
- Род Strelnikoviella Kociolek, Khursevich & E.C.Theriot 2014
- Caloneis strelnikovae Z.Levkov & D.M.Williams 2014
- Pantocsekiella strelnikovae (S.I.Genkal & Yarushina) K.Y.Kiss, S.I.Genkal & E.Ács 2016
- Didymosphenia strelnikovae Metzeltin, Lange-Bertalot & Kulikovskiy 2014
- Fragilaria strelnikovae Genkal & Yarushina 2018
- Gomphonella strelnikovae (Kociolek & Kulikovskiy) R.Jahn & N.Abarca 2019
- Navicula strelnikovae Kulikovskiy, Lange-Bertalot & Metzeltin 2012
- Nitzschia strelnikovae Lange-Bertalot 2005
- Platessa strelnikovae M.D.Enache, M.Potapova & E.A.Morales 2014
- Psammothidium strelnikovae M.Potapova 2014
- Stauroneis strelnikovae Lange-Bertalot & Van de Vijver 2004
- Thalassiosira strelnikovae I.V.Makarova

## Основные публикации
Автор более 120 научных работ, в том числе:
- Стрельникова Н. И. Диатомеи позднего мела. М. Наука, 1974, 203 с.
- Стрельникова Н. И. Диатомовые водоросли палеогена. СП, Изд. СПбГУ, 1992, 312 с.
- автор отдельных разделов в коллективной многотомной монографии
  - «Диатомовые водоросли СССР. Ископаемые и современные». Т. I, 1974, Л. Наука, 404 с., Т.II, вып. 1,1988 г. Л. Наука, 100 с.
  - продолжение II-го тома под названием «Диатомовые водоросли России и сопредельных стран. Ископаемые и современные». Вып. 3, 2002, Изд. СПбГУ, 111 с.
  - «Диатомовые водоросли России и сопредельных стран. Ископаемые и современные». Вып. 5, 2008, Изд. СПбГУ, 170 с.

## Преподавательская деятельность
- Курсы лекций[4]:
  - Основы экологии водорослей
  - Основы географии водорослей и грибов (часть водоросли)
  - Флористика и экология водорослей. Ч.1. Фитопланктон
  - Палеоальгология
  - История диатомовой флоры
  - География водорослей
  - Обзор систем водорослей
  - Теоретические проблемы альгологии
- Спецсеминар, посвященный истории альгологии[4]
- Руководство магистрской программой «Альгология»[4]